# Kostel svatého Bartoloměje (Třanovice)
Římskokatolický kostel svatého Bartoloměje je jednolodní stavba v novogotickém slohu zakončená polygonálním presbyteriem. Průčelí dominuje hranolová věž s masívními pilíři režného zdiva na rozích. Fasáda kostela je také členěna obdobnými pilíři jako již zmíněná věž. Stavbě předcházel starší dřevěný kostelík, taktéž zasvěcený sv. Bartoloměji, jenž stál o několik metrů vedle a jeho demolice probíhala současně s výstavbou kostela.

## Historie
Původní dřevěný třanovický kostel můžeme stavebně zařadit nejdříve do druhé poloviny 15. století, avšak první zmínka o něm pochází až z roku 1652, kdy patřil ještě luteránům. Zanedlouho, přesně 24. srpna 1654 byl z jejich rukou odejmut, předán římskokatolické církvi. Kostel byl tehdy, stejně jako dnes, kostelem filiálním, náležícím hnojnické faře. Vizitační protokol z r.1804 nám podává svědectví, že již tehdy byl kostel ve velmi špatném stavu a nebyly provedeny žádné další opravy, neboť Bernard Galgon, majitel Dolních Třanovic, přislíbil peníze na stavbu nového zděného kostela. Nestalo se tak, a proto byl starý kostel, uzavřený pro svůj stav, nákladem zmíněného Bernarda Galgoně roku 1817 celý rekonstruován. Byly vyměněny trámy napadené hnilobou a znova postaven krov a věž, která nestála vedle, ale byla vsazena do tělesa střechy.
K výstavbě nového kostela se přikročilo teprve roku 1902, kdy musel být dřevěný kostel pro svůj špatný stav znovu uzavřen. Návrhem a stavbou kostela byl pověřen těšínský stavitel Albert Dostal. Náklady na stavbu se vyšplhaly téměř na dvojnásobek oproti rozpočtu a obec se tak na dlouhá léta zadlužila. Kostel byl slavnostně vysvěcen těšínským děkanem Janem Sikorou za přítomnosti vratislavského biskupa Jiřího kardinála Koppa dne 26. prosince roku 1904.
Starý kostel stojící v těsné blízkosti byl roku 1903 obcí za 400 korun prodán rolníku Karołu Kokotkovi, jímž byl postupně rozebrán a prodán na palivové dříví. Ze starého kostela se uchovaly dva lustry, čtyři zvony a obraz patrona kostela. Všechny tyto věci našly svůj domov v novém kostele.
Během 1. světové války byly zrekvírovány 3 zvony, velký z roku 1879 a dva menší, původně z dřevěného kostela.
Zvon, který byl do věže pořízen roku 1932, byl za Druhé světové války zrekvírován; z Německa byl vrácen roku 2024 a zavěšen v kostele v Hnojníku.